# La primera orden
La primera orden es el cuarto libro del uruguayo Alfonso Lessa. Fue publicado por Editorial Sudamericana en 2009.

## Reseña
«La primera orden. Gregorio Álvarez, el militar y el dictador. Una historia de omnipotencia». El libro trata de la carrera militar y política del dictador uruguayo Gregorio Álvarez, su influencia durante los años de la dictadura cívico-militar y su ascenso al poder. "No hubo hecho relevante en los años previos a la dictadura, durante la dictadura e incluso en algunos posteriores, en los que no haya estado detrás el general Álvarez".